# Benedictinas Misioneras de Tutzing
La Congregación de Hermanas Benedictinas Misioneras de Tutzing (oficialmente en latín: Congregatio Sororum Benedictinarum Missionarum de Tutzing) es una congregación religiosa católica femenina de vida apostólica y de derecho pontificio, fundada por Andrés Amrhein, en Reichenbach (Alemania), el 24 de septiembre de 1885. A las religiosas de este instituto se les conoce como benedictinas misioneras de Tutzing y posponen a sus nombres las siglas O.S.B.Tutzing

## Historia

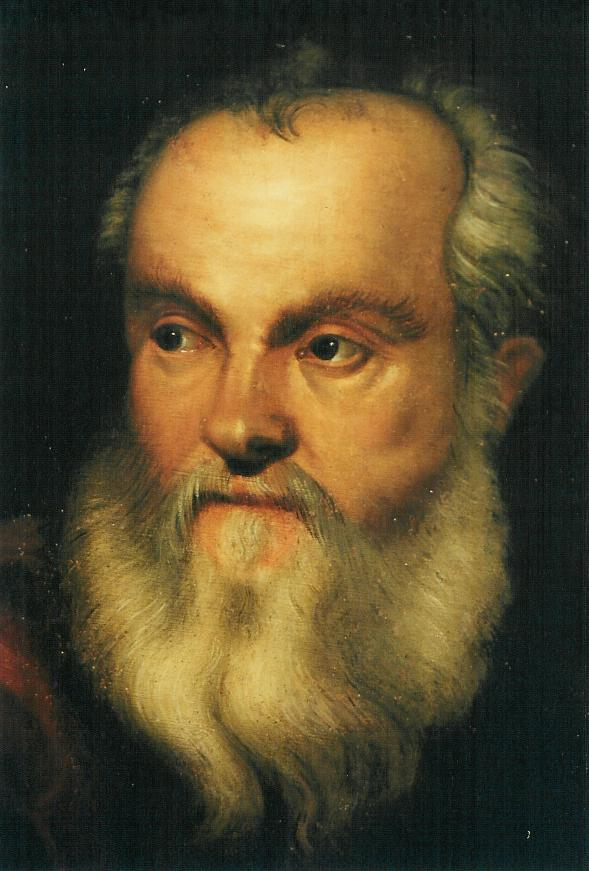
Andrés Amrhein (1844-1927), fundador de la congregación.

La congregación fue fundada el 24 de septiembre de 1885, por el monje benedictino alemán Andrés Amrhein, en la localidad de Reichenbach, en Baviera, Alemania, como rama femenina de la Congregación Benedictina de Santa Otilia, también de su fundación. La casa madre fue trasferida a la ciudad de Tutzing, en la Alta Baviera, en 1904. Desde entonces la congregación es conocida como Hermanas Benedictinas Misioneras de Tutzing. el 17 de septiembre de 1887 fue reconocida como congregación de derecho diocesano y el 25 de julio de 1934 recibió la aprobación pontificia.
En 1931, la religiosa alemana Edeltraud Danner, con permiso de la Santa Sede, abandonó la congregación y fundó un nuevo monasterio, en Baguio City (Filipinas), dando origen a un nuevo instituto, con el nombre de Benedictinas del Rey Eucarístico.

## Organización
La Congregación de Hermanas Benedictinas Misioneras de Tutzing es un instituto religioso pontificio centralizado, cuyo gobierno es ejercido por la superiora general, elegida para un periodo de seis años, que se pueden repetir. A ella le coadyuva un consejo de cuatro religiosas. La sede central se encuentra en Roma.
Las benedictinas misioneras de Tutzing se dedican a las misiones, especialmente entre los más necesitados y en aquellos lugares donde no se conoce el cristianismo, viven según la Regla de san Benito y forman parte de la Confederación Benedictina. En 2015, el instituto contaba con unas 1.378 religiosas y 138 conventos, presentes en Alemania, Angola, Argentina, Brasil, Bulgaria, China, Corea del Sur, España, Estados Unidos, Filipinas, India, Italia, Kenia, Namibia, Portugal, Suiza, Tanzania.